# Dietram Müller
Dietram Müller (* 30. Januar 1941 in Posen) ist ein deutscher Altphilologe.

## Leben
Dietram Müller besuchte nach der Flucht seiner Familie ab 1947 die Grundschule in Eschwege und Limburg an der Lahn. Von 1951 bis 1953 besuchte er das Gymnasium in Limburg, dann das altsprachliche Dilthey-Gymnasium in Wiesbaden. Nach dem Abitur diente er zwei Jahre lang bei der Bundeswehr.
Anschließend studierte Müller ab 1962 Klassische Philologie, Archäologie, Geographie, Philosophie und Neogräzistik an den Universitäten zu Mainz, Wien und München. Im Juni 1968 legte er in Mainz das Staatsexamen für die Fächer Griechisch und Latein ab und ging kurz darauf als Stipendiat des Deutschen Akademischen Austauschdienstes für ein Jahr an die Universität Thessaloniki. Nach seiner Rückkehr arbeitete er am Seminar für Klassische Philologie der Universität Mainz als Wissenschaftlicher Assistent und wurde 1972 bei Walter Marg und Andreas Thierfelder promoviert. Seine Dissertation erschien 1974 unter dem Titel Handwerk und Sprache. Die sprachlichen Bilder aus dem Bereich des Handwerks in der Griechischen Literatur bis 400 v. Chr.
Nach seiner Promotion wurde Müller 1973 zum Akademischen Rat ernannt. Nach einem Forschungsaufenthalt in Griechenland im Jahr 1979, bei dem er topographische Untersuchungen zu den Historikern Herodot und Thukydides durchführte, wurde er 1980 zum Oberrat befördert. 1988 wurde er zum Akademischen Direktor ernannt. An seine Habilitation im April 1990 schloss sich ein Forschungsaufenthalt in der Türkei an. 1996 wurde Müller zum außerplanmäßigen Professor ernannt.
Müllers Forschungsschwerpunkt sind die griechischen Historiker. Zu den Historien des Herodot verfasste er umfangreiche topographische Bildkommentare, die 1987 und 1997 erschienen. Darüber hinaus hat er sich verschiedentlich mit der neugriechischen Literatur befasst und diese ins Deutsche übersetzt, z. B. Werke von Odysseas Elytis. Seine Kleinen Schriften erschienen 2008 unter dem Titel Poikilia.